# Denis Gargaud Chanut
Denis Gargaud Chanut (* 22. Juli 1987 in Marseille) ist ein französischer Kanute.

## Karriere
Denis Gargaud Chanut gewann im Kanuslalom zahlreiche Medaillen bei Welt- und Europameisterschaften. 2009 wurde er im Einer-Canadier in der Mannschaftswertung sowohl Vizeweltmeister als auch Vizeeuropameister. Ein Jahr darauf wurde er mit der Mannschaft im Zweier-Canadier in Ljubljana Weltmeister und sicherte sich in der Einzelkonkurrenz des Zweier-Canadiers Silber. Bei den Europameisterschaften in Bratislava gewann er Bronze mit der Mannschaft im Einer-Canadier. Sehr erfolgreich verlief auch das Jahr 2011: in Bratislava wurde er Weltmeister im Einer-Canadier im Einzel sowie im Zweier-Canadier mit der Mannschaft, im Zweier-Canadier belegte er im Einzel den zweiten Platz. In La Seu d’Urgell wurde Gargaud Chanut zudem erstmals Europameister mit der Mannschaft im Einer-Canadier und sicherte sich im Einzel die Bronzemedaille.
2012 wurde er bei den Europameisterschaften in Augsburg Dritter mit der Mannschaft im Einer-Canadier. Die nächste Medaille gewann er in derselben Disziplin bei den Weltmeisterschaften in Prag mit einer weiteren Bronzemedaille. Diesen Erfolg wiederholte er nochmals bei den Weltmeisterschaften 2017 in Pau. Ein Jahr darauf wurde er in Prag zum zweiten Mal Europameister mit der Mannschaft im Einer-Canadier. Darüber hinaus stand er mit der Mannschaft auch im Zweier-Canadier als Drittplatzierter auf dem Podium. 2019 gewann er bei den Europameisterschaften in Pau mit der Mannschaft im Einer-Canadier Silber. 2021 wurde er mit der Mannschaft in Bratislava Weltmeister.
Dazwischen nahm Gargaud Chanut an den Olympischen Spielen 2016 in Rio de Janeiro teil. Die Vorläufe schloss er mit einer Zeit von 93,48 Sekunden auf dem zweiten Platz ab. Das Halbfinale beendete er in 98,06 s, ohne Zeitstrafe, auf dem dritten Platz. Auch im Finale vermied er eine Zeitstrafe und setzte sich in 94,17 Sekunden vor dem Slowaken Matej Beňuš mit 95,02 Sekunden und Takuya Haneda aus Japan mit 97,44 Sekunden als Schnellster des Wettbewerbs durch, womit er Olympiasieger wurde. Nach dem Olympiasieg erhielt Gargaud Chanut das Ritterkreuz der Ehrenlegion.